# Мужская сборная Чили по волейболу
Мужская национальная сборная Чили по волейболу (исп. Selección masculina de voleibol de Chile) — представляет Чили на международных волейбольных соревнованиях. Управляющей организацией выступает Федерация волейбола Чили (исп. Federación de Vóleibol de Chile — FEVOCHI).

## История
Волейбол появился в Чили в 1919 году. Первым пропагандистом новой игры стал профессор учебных заведений системы Ассоциации молодых христиан (YMCA) Бенедикт Коциан, прибывший в страну из Чехословакии. В 1942 была образована Ассоциация волейбола Чили, президентом которой стал Коциан. В 1959 ассоциация (ныне — федерация) вступила в Международную федерацию волейбола (ФИВБ).
Дебют мужской сборной Чили на международной арене состоялся в апреле 1956 года в столице Уругвая Монтевидео на проходившем чемпионате Южной Америки, где чилийские волейболисты провели 4 матча и во всех проиграли, заняв последнее (5-е) место. По подобному же сценарию спустя два года для чилийцев прошло и следующее континентальное первенство, а вот в 1961 году команда Чили выиграла свои первые медали. Уступая по ходу матча с аргентинцами 0:2, сборная Чили смогла вырвать победу и, победив в двух заключительных поединках чемпионата Южной Америки команды Перу и Колумбии, стала серебряным призёром турнира, отстав лишь от сборной Бразилии, являвшейся несомненным гегемоном континентального уровня. В 1967, 1981, 1983 и 1993 годах волейболисты Чили становились бронзовыми призёрами чемпионатов Южной Америки, а в 2019 году, спустя 26 лет, вновь стали обладателями «бронзы», повторив свой медальный успех и спустя два года.    
В 1982 году сборная Чили единственный раз за свою историю была среди участников чемпионата мира. Выступление было неудачным — 23-е (предпоследнее) место. Больше на чемпионаты мира национальной команде Чили отобраться не удавалось. Лишь спустя 42 года за счёт 3-го континентального рейтинга команда Чили вновь получила путёвку на мировое первенство 2025 года.
4 раза чилийские волейболисты участвовали в Панамериканских играх, 6 раз — в розыгрышах Панамериканского Кубка, 5 раз — в розыгрышах Кубка претендентов ФИВБ, но войти в число призёров им удалось лишь в розыгрыше Панамериканского Кубка 2023. 
В 2022 году сборная Чили выиграла первый официальный турнир в своей истории, став победителем волейбольного турнира Южноамериканских игр. 

## Результаты выступлений и составы

### Олимпийские игры
До 1992 в Олимпийских играх (основной и отборочный турниры) сборная Чили не участвовала.
- 1996 — не квалифицировалась
- 2000 — не участвовала
- 2004 — не квалифицировалась
- 2008 — не квалифицировалась
- 2012 — не квалифицировалась
- 2016 — не квалифицировалась
- 2020 — не квалифицировалась
- 2024 — не участвовала

### Чемпионаты мира
До 1978 в чемпионатах мира сборная Чили не участвовала.
- 1982 — 23-е место
- 1986 — не участвовала
- 1990 — не участвовала
- 1994 — не участвовала
- 1998 — не участвовала
- 2002 — не квалифицировалась
- 2006 — не участвовала
- 2010 — не квалифицировалась
- 2014 — не квалифицировалась
- 2018 — не квалифицировалась
- 2022 — не участвовала
- 2025 —

### Кубок мира
Сборная Чили приняла участие в одном розыгрыше Кубка мира.
- 1991 — 12-е место

### Кубок претендентов ФИВБ
- 2018 — 5—6-е место
- 2019 — 5—6-е место
- 2022 — 5—8-е место
- 2023 — 4-е место
- 2024 — 5—8-е место

### Чемпионаты Южной Америки
| - 1951 — не участвовала - 1956 — 5-е место - 1958 — 5-е место - 1961 — 2-е место - 1962 — 5-е место - 1964 — не участвовала - 1967 — 3-е место - 1969 — 4-е место - 1971 — 4-е место - 1973 — 4-е место - 1975 — 6-е место - 1977 — не участвовала - 1979 — 4-е место - 1981 — 3-е место - 1983 — 3-е место - 1985 — не участвовала - 1987 — 5-е место - 1989 — не участвовала | - 1991 — 5-е место - 1993 — 3-е место - 1995 — 4-е место - 1997 — не квалифицировалась - 1999 — не квалифицировалась - 2001 — не квалифицировалась - 2003 — 4-е место - 2005 — 5-е место - 2007 — 4-е место - 2009 — 5-е место - 2011 — 5-е место - 2013 — 4-е место - 2015 — 5-е место - 2017 — 4-е место - 2019 — 3-е место - 2021 — 3-е место - 2023 — 4-е место |

- 1961: Роберто Гомес, Уго Крисанти, Патрисио Крисанти, Франклин Сир, Эрнан Камперо, Вилли Кордаль, Алекс Велосо, Хорхе Санчес, Альберто дель Валье, Альфонсо Сильва.
- 1967: Патрисио Крисанти, Уго Крисанти, Хайме Крисанти, Альберто дель Валье, Бланко, Родович, Гола, Эспозито, Гонсалес, Эскобар. Тренер — Альфредо Асейтуно.
- 1981: Эрнан Уманья, Алекс Геверт, Ари Хусид, Гонсало Ландаэта, Хайме Гримальт, Хорхе Эвия, Мигель Лакамара, Рикардо Ворпаль, Роберто Боццо, ...
- 2019: Эстебан Вильярреал Солтау, Матиас Банда, Томас Паррагирре, Душан Боначич Крог, Матиас Паррагирре, Рафаэль Альборнос, Висенте Паррагирре, Душан Бадер, Габриэль Арайя, Симон Гуэрра, Томас Гаго Муртаг, Висенте Мардонес, Себастьян Кастильо Торо. Тренер — Даниэль Нехамкин.
- 2021: Эстебан Вильярреал Солтау, Матиас Банда, Томас Паррагирре, Висенте Мардонес, Душан Боначич Крог, Рафаэль Альборнос, Висенте Паррагирре, Висенте Ибарра, Габриэль Арайя, Симон Гуэрра, Томас Гаго Муртаг, Хайме Браво, Лукас Лавин. Тренер — Гильермо Хименес.

### Панамериканские игры
Сборная Чили принимала участие в волейбольных турнирах четырёх Панамериканских игр.
- 1963 — 4-е место
- 1971 — 7—9-е место
- 2019 — 4-е место
- 2023 — 7-е место

### Панамериканский Кубок
Сборная Чили приняла участие в 6 розыгрышах Кубка.
- 2016 — 7-е место
- 2018 — 8-е место
- 2019 — 4-е место
- 2022 — 4-е место
- 2023 —  3-е место
- 2024 — 7-е место

### Южноамериканские игры
- 1978 — ?
- 1982 — ?
- 2010 — 4-е место
- 2014 —  2-е место
- 2018 —  2-е место
- 2022 —  3-е место

- 2022: Эстебан Вильярреал Солтау, Томас Паррагирре, Висенте Ибарра, Душан Боначич Крог, Кай Боначич Крог, Висенте Паррагирре, Габриэль Арайя, Томас Гаго Муртаг, Висенте Мардонес, Хайме Браво, Себастьян Кастильо Торо. Тренер — Даниэль Нехамкин.

### Боливарианские игры
- 1-е место — 2013.
- 2-е место — 2017, 2022.

## Состав
Сборная Чили в соревнованиях 2024 года (Кубок претендентов ФИВБ, Панамериканский Кубок)
| №  | Имя, фамилия              | Год рождения | Рост | Амплуа      | Клуб                       |
| -- | ------------------------- | ------------ | ---- | ----------- | -------------------------- |
| 1  | Эстебан Вильярреал Солтау | 1997         | 193  | связующий   | «Линарес»                  |
| 2  | Висенте Ибарра            | 2001         | 202  | нападающий  | «Линарес»                  |
| 3  | Габриэль Арайя            | 1995         | 198  | центральный | «Линарес»                  |
| 5  | Висенте Парагирре         | 1994         | 194  | нападающая  | «Линарес»                  |
| 6  | Томас Гаго Муртаг         | 1997         | 198  | центральный | «Каштелу-да-Майа» Майа     |
| 8  | Себастьян Альборнос       | 1992         | 198  | связующий   | «Стадио Итальяно» Сантьяго |
| 9  | Душан Боначич Крог        | 1995         | 196  | нападающий  | «Трокс» Пршибрам           |
| 10 | Висенте Мардонес          | 1999         | 207  | центральный | «Стадио Итальяно» Сантьяго |
| 11 | Матиас Хадуэ              | 2002         | 191  | нападающий  | «Мурано» Сантьяго          |
| 15 | Себастьян Кастильо Торо   | 1995         | 178  | либеро      | «Сада» Сантьяго            |
| 16 | Висенте Валенсуэла        | 2001         | 198  | центральный | «Мурано» Сантьяго          |
| 17 | Хайме Браво               | 2001         | 180  | либеро      | «Мурано» Сантьяго          |
| 18 | Кай Боначич Крог          | 2004         | 191  | нападающий  | «Мурано» Сантьяго          |
| 22 | Бастиан Фуэнтес Тобар     | 1998         | 195  | центральный | «Мурано» Сантьяго          |

- Главный тренер —  Даниэль Нехамкин.
- Тренеры — Иван Вильяреал, Кристобаль Орельяна Леон.